# Eupithecia fuscopunctata
Eupithecia fuscopunctata là một loài bướm đêm trong họ Geometridae.